# Вікінг (фільм, 2016)
«Вікінг» (рос. «Викинг») — російський художній фільм режисера Андрія Кравчука, що оповідає про прихід до влади князя Володимира Святославича. Сюжет розгортається навколо історії князя Володимира, з моменту його втечі в Новгород і закінчується Хрещенням Русі.

## Сюжет
Історична сага. Середньовіччя — X століття — час на краю розлому: дикий і лютий світ, одержимий загрозою. Час важких мечів і темних законів крові. Час, коли людина була безпорадна і залежна. Час героїв, що кидають виклик і змінюють все.
Дія відбувається 1000 років тому. Правлячий рід у розбраті. Вина за випадкову смерть брата лягла на Великого князя. Згідно із законом мстити йому повинен молодший брат — бастард. За відмову вбивати він заплатить всім, що у нього було, тому що для миру потрібно більше мечів, ніж для війни. Володимир ховається на березі Крижаного моря, тому що не хоче мститися за смерть Олега, який загинув від руки старшого брата Ярополка в результаті нещасного випадку на полюванні.
Однак Володимира змушують до помсти, за ним приїжджає з Русі старший дружинник загиблого брата. Майбутній хреститель Русі повертається на батьківщину.

## Ролі
- Олександр Устюгов — Ярополк Святославич, великий князь київський
- Кирило Плетньов — Олег Святославич, князь древлянський
- Данило Козловський — Володимир Святославич, князь новгородський, потім великий князь київський
- Андрій Смоляков — Рогволод, князь полоцький
- Олександра Бортіч — Рогніда, княжна Полоцька, дружина Володимира Святославича
- Світлана Ходченкова — Ірина
- Максим Суханов — Свенельд
- Ігор Петренко — Варяжко
- Володимир Єпіфанцев — Федір
- Ростислав Бершаdер — Блуд
- Павло Делонг — Анастас
- Олексій Демидов — Самоха
- Олександр Лобанов — Путята (тисяцький)
- Харальд Розенстрем — Ейнар
- Антон Адасинський — Волхв
- Олег Доброван — Валь Гардена
- Олександр Армер — Ульвар
- Іван Шмаков — Іоанн
- Джон ДеСантіс — Берсерк
- Йоаким Наттерквіст — Хевдінг

## Виробництво
Підготовка до роботи над фільмом тривала шість років (починаючи з 2009 року). Виконавець головної ролі зізнався, що «зйомки пройдуть під Можайськом, в Криму, у Москві (в павільйонах) і, якщо все буде гаразд, може бути, — в Італії».
За словами продюсера Анатолія Максимова, через складну фінансову ситуацію творцям фільму довелося змінити всі знімальні локації і відмовитися практично від усіх зарубіжних фахівців.
У решті-решт, натурні сцени «Вікінга» знімалися в Криму: на Тайганському водосховищі (Білогірський район), у Генуезькій фортеці (Судак), у селі Шкільне (Сімферопольський район), у Бахчисараї та на мисі Фіолент (Севастополь).
Компанія Screen International назвала цей фільм "російською «Грою Престолів».

### Маркетинг
Перший трейлер вийшов 19 листопада 2015 року.

## Додатково
- Декорації фільму були використані при будівництві першого в Криму однойменного тематичного кіно-парку «Вікінг». Зведення скандинавського берґу (поселення вікінгів) почалося у жовтні 2015 року на лівому березі гірської річки Кизилкобинка на початку підйому до Червоних печер (урочище Кизил-Коба) неподалік села Перевальне (Сімферопольський район). Кіно-парк «Вікінг» відкрито у травні 2016 року.[4][5]
- Роль княжни Полоцького князівства (суч. Білорусь) Рогніди виконала О. Бортіч, також білоруска.

## Рецензії
- Василь Явір. «Вікінг». Рецензія на фільм про князя-хрестителя [Архівовано 28 квітня 2017 у Wayback Machine.] // Спільне. — 7 квітня 2017